# Mount Mayhew
Mayhew är ett berg i Antarktis. Det ligger i Västantarktis. Argentina, Chile och Storbritannien gör anspråk på området. Toppen på Mount Mayhew är 1 252 meter över havet, eller 502 meter över den omgivande terrängen. Bredden vid basen är 9,0 km.
Terrängen runt Mount Mayhew är huvudsakligen kuperad. Trakten är obefolkad. Det finns inga samhällen i närheten.